# Presolanapas
De Presolanapas (Italiaans: Passo della Presolana) ligt in de Italiaanse provincie Bergamo en vormt de verbinding tussen Colere in het Valle di Scalve en Clusone in het Valle Seriana.
Ten noorden van de pashoogte verheft zich de 2521 meter hoge Pizzo della Presolana die deel uitmaakt van het uitgestrekte regionale natuurpark Orobie Bergamasche. Op de Presolanapas wordt 's winters geskied en gelanglaufd op de hellingen van de Monte Scanapa.
De pas wordt gedurende de winter sneeuwvrij gehouden. Vanuit Colere voert de weg hoog boven het Valle di Scalve door dichte bossen. Deze helling is aanmerkelijk steiler en telt meer bochten dan de westhelling. Op de pashoogte staat een flink aantal hotels en winkels. De gemakkelijk te berijden weg naar Clusone voert door het brede groene dal van de rivier de Borlezza.